# بلدة النعي القديمة
بلدة النعي القديمة بلدة قديمة تتبع محافظة الشنان التابعة لمنطقة حائل شمال المملكة العربية السعودية.

## مخاوف النشاط البركاني
يُعد أهم أسباب شهرة بلدة النعي كونها من القرى القليلة التي نشأت فوق فوهة بركانية في المملكة العربية السعودية، حيث ظل أهلها يسكنون في مناطق الحمم الجافة حتى صدر أمر بنقلهم من فوهة البركان إلى موقع آخر، حينما بدأت الأرض تتصدع تحت أقدامهم، فأصبحت القرية الآن خاوية بمزارعها وأسواقها.
كل الدراسات والبحوث العلمية التي أجراها المختصون من مراكز البحث العلمي في الجامعات السعودية وكذلك البحوث والدراسات التي أجرتها مدينة الملك عبد العزيز للعلوم والتقنية وكل البعثات العلمية التي زارت الموقع أشارت لقدم البراكين وعمقها التاريخي، ومؤكدة على أنها لا تمثل أي خطر من ناحية الثوران والانفجار، وأكدت الدراسات على أن الاستنزاف المائي على مدى العقود الماضية في ظل نقص الامدادات التعويضية أدى لخلخلة الطبقات السطحية من التربة ما ساهم في تكوين فراغات هوائية في الطبقات السفلى لأرض البركان الأمر الذي أدى لهبوطها التدريجي لملء الفراغات الناجمة عن سحب المياه حتى انعكس ذلك على السطح فظهرت التصدعات والشقوق السطحية التي انتشرت في كل الجهات من القرية، ولم تشر أي من التقارير أو الدراسات التي تمت في القرية لاحتمالات نشاط بركاني أو عودة الحياة مجددا لهذه البراكين الخامدة ولكنها حذرت من احتمال حدوث انهيارات لجوف البركان الذي من المحتمل أن يبتلع السطح وأوصت بنقل السكان بعيدا عن الخطر.
وقد تجددت المخاوف في القرية عندما كانت شركة مقاولات تعمل على تمهيد وتسوية الطريق بين قرية النعي ومحافظة الشنان حيث تم اكتشاف فوهة صغيرة تنفث هواء ساخنا ورطبا أعاد الناس للحديث عن الواقع الجيولوجي في تلك الجهات، وأكد باحث من جامعة الملك فهد للبترول والمعادن أنه تم الكشف عن حفرة سطحية عمقها الظاهري لا يتجاوز مترين وعرضها 15 متر و30 سم، مشيرًا إلى ان تفسير ظاهرة الرطوبة الدافئة هو أنها عبارة عن الفرق بين درجة الحرارة في جوف وعلى سطح الأرض موضحا بأن العلامات السطحية التي تم رصدها في الموقع لا تدل على أي ظاهرة جيولوجية خطيرة سواء على المحيط أو البيئة، وأنها لا تعدو كونها تشققات في الكتلة الصخرية عادة ما تصاحب المواقع البركانية التي تشتهر بها هذه الجهات، مؤكدًا أن الظواهر الطبيعية الخطيرة تأتي فوهاتها على شكل اسطواني مخروطي بعكس هذا الموقع.

### إخلاء البلدة
في عام 1433 هـ الموافق 2012 أخلت أمانة منطقة حائل بالتعاون مع بلدية الشنان سكان قرية النعي التابعة لمحافظة الشنان وتم نقلهم للمخطط السكني المنشأ حديثًا وذلك لوجود تصدعات خطيرة في القرية القديمة تهدد سكانها. تم تعويض ملاك المباني والعقارات بمبلغ 167 مليون ريال، الذي بلغ عددهم 185 مستفيد.

## آثار البلدة
تُعد بلدة النعي القديمة من المواقع التي تعرف بآثارها، ومما جعلها بهذه الأهمية هو وجود موقعين تاريخيين وأثريين، الأول: عين عنترة بن شداد، عين المياه الجميلة بتكويناتها الطبيعية وبموقعها الاستراتيجي على سفح الجبل التي ما تزال جارية حتى يومنا هذا، الثاني: هو القبر الذي يقع في أعلى الجرف المطل على العين، والذي يقال: إنه قبر عنترة بن شداد.